# Ivankivți, Tîvriv
Ivankivți (în ucraineană Іванківці) este o comună în raionul Tîvriv, regiunea Vinnița, Ucraina, formată numai din satul de reședință.

## Demografie
Componența lingvistică a satului Ivankivți
     Ucraineană (97,55%)
     Alte limbi (0,82%)
Conform recensământului din 2001, majoritatea populației satului Ivankivți era vorbitoare de ucraineană (97,55%), existând în minoritate și vorbitori de armeană (1,22%).